# Billbergia minarum
Billbergia minarum é uma espécie de planta do gênero Billbergia e da família Bromeliaceae. 

## Taxonomia
A espécie foi descrita em 1955 por Lyman Bradford Smith. 
O seguinte sinônimo já foi catalogado:  
- Billbergia minarum viridiflora  E.Pereira & Leme

## Forma de vida
É uma espécie epífita, terrícola e herbácea. 

## Descrição
| Caule                                  | Caule                               |
| -------------------------------------- | ----------------------------------- |
| propagação vegetativa                  | por broto lateral                   |
| Folha                                  |                                     |
| em roseta                              | tubular                             |
| forma da lâmina foliar                 | ligulada/linear                     |
| consistência da lâmina foliar          | coriácea                            |
| cor da lâmina foliar                   | verde maculada                      |
| margem foliar                          | com acúleio inconspícuo             |
| Inflorescência                         |                                     |
| ramificação                            | simples                             |
| posição do pedúnculo                   | pendente                            |
| forma da bráctea do pedúnculo          | lanceolada                          |
| cor da bráctea do pedúnculo e primária | vermelha                            |
| indumento no pedúnculo e raque         | ausente                             |
| bráctea floral                         | inconspícua                         |
| Flor                                   |                                     |
| pedicelo                               | presente                            |
| forma do ovário                        | sub cilíndrico                      |
| sulco no ovário                        | ausente                             |
| simetria das sépalas                   | assimétrica                         |
| posição da pétala                      | ereta com ápice recurvado na antese |
| cor das sépalas                        | verde com ápice azul                |
| cor das pétalas                        | verde com ápice azul                |
| inserção das anteras                   | dorsifixa                           |

## Conservação
A espécie faz parte da Lista Vermelha das espécies ameaçadas do estado do Espírito Santo, no sudeste do Brasil. A lista foi publicada em 13 de junho de 2005 por intermédio do decreto estadual nº 1.499-R. 

## Distribuição
A espécie é encontrada nos estados brasileiros de Espírito Santo e Minas Gerais. 
A espécie é encontrada no domínio fitogeográfico de Mata Atlântica, em regiões com vegetação de floresta ombrófila pluvial.